# Gobilab
 (mai 2018).
 (novembre 2023).
L'article doit être relu — et modifié si nécessaire — par des contributeurs indépendants pour apporter un regard critique aux contributions effectuées en violation des conditions d'utilisation de Wikipédia, tant sur la forme (notamment concernant le style encyclopédique, la proportionnalité) que sur le fond (la neutralité de point de vue, la qualité et l'indépendance des sources).
 (novembre 2023).
Gobilab est une startup française fondée en 2010 par Xavier Moisant, Samuel Degrémont et Florence Baitinger, créatrice de la gourde écologique Gobi.

## Concept
Le concept de Gobilab naît du constat qu'en France environ sept kilos de bouteilles sont jetés annuellement par personne, ainsi que 2 milliards de gobelets.
Le Gobi est un contenant réutilisable à mi-chemin entre la gourde et la bouteille en plastique, destiné à remplacer les gobelets et bouteilles jetables dans une démarche de réduction des déchets.
Le Gobi est principalement destiné à limiter l'utilisation des gobelets jetables dans les entreprises, mais est aussi disponible pour les particuliers.

## Engagements

### Fabrication française
Gobilab fabrique et conditionne l'intégralité de ses produits en France. L'un de ses produits dispose de la certification Origine France Garantie.

### Économie sociale et solidaire
Gobilab réalise le conditionnement de ses produits avec des partenaires : l'Esat de Rosebrie à Mandres-les-Roses, un établissement et services d'aide par le travail, et avec Ateliers Sans Frontières, un Atelier chantier d'insertion du Groupe ARES.
Gobilab est devenu entreprise de l'Économie sociale et solidaire et a reçu l'agréement ESUS le 13 octobre 2022, délivré par la Préfecture d'Ile de France.
Gobilab est devenue Entreprise à mission le 12 juin 2023.

### Accès à l'eau
Afin de favoriser l'accès à l'eau dans l'espace public, Gobilab soutient l'application Freetaps qui permet gratuitement aux utilisateurs de trouver des fontaines, et de signaler des fontaines qui ne seraient pas encore référencées. Environ 19000 points d'eau sont disponibles sur l'application.

## Historique
En 2010, Xavier Moisant, Samuel Degrémont et Florence Baitinger créent la société Gobilab. Le Gobi est éco-conçu et développé avec l'aide de l'Ademe qui les finance à hauteur de 35 000 euros. Enfin, l'accélérateur de startup Scientipôle Initiative leur octroie un prêt d’honneur de 60 000 euros.
En 2011, le Gobi est commercialisé. Il est fabriqué par Microplast à Périgny (Val-de-Marne).
En 2012 Gobilab lance Eaupen, une application permettant de localiser les points d’eau potable à proximité, ainsi que begobi.com, destiné à la communauté des utilisateurs de Gobi.
En 2015 Gobilab compte plus de 700 entreprises, collectivités et organisations parmi ses clients dont de grands groupes comme Google et Suez environnement.
Durant la COP 21, 36 000 Gobi sont distribués à l'ensemble des participants, dont les chefs d'État,,.
En 2018, Gobilab a vendu un total de 350 000 Gobi depuis sa création.
En 2020-2021, la société ajoute 3 nouveaux produits à son offre : le Gobi Street (50cl, en plastique sans BPA), le Gobi Indoor (50cl, en verre) et un kit couverts en Inox, tous fabriqués en France.
en 2023, la société ajoute un nouveau produit à son offre : le Gobi Street 1L (1L, en plastique sans BPA), toujours fabriqué en France.

## Gourde Gobi

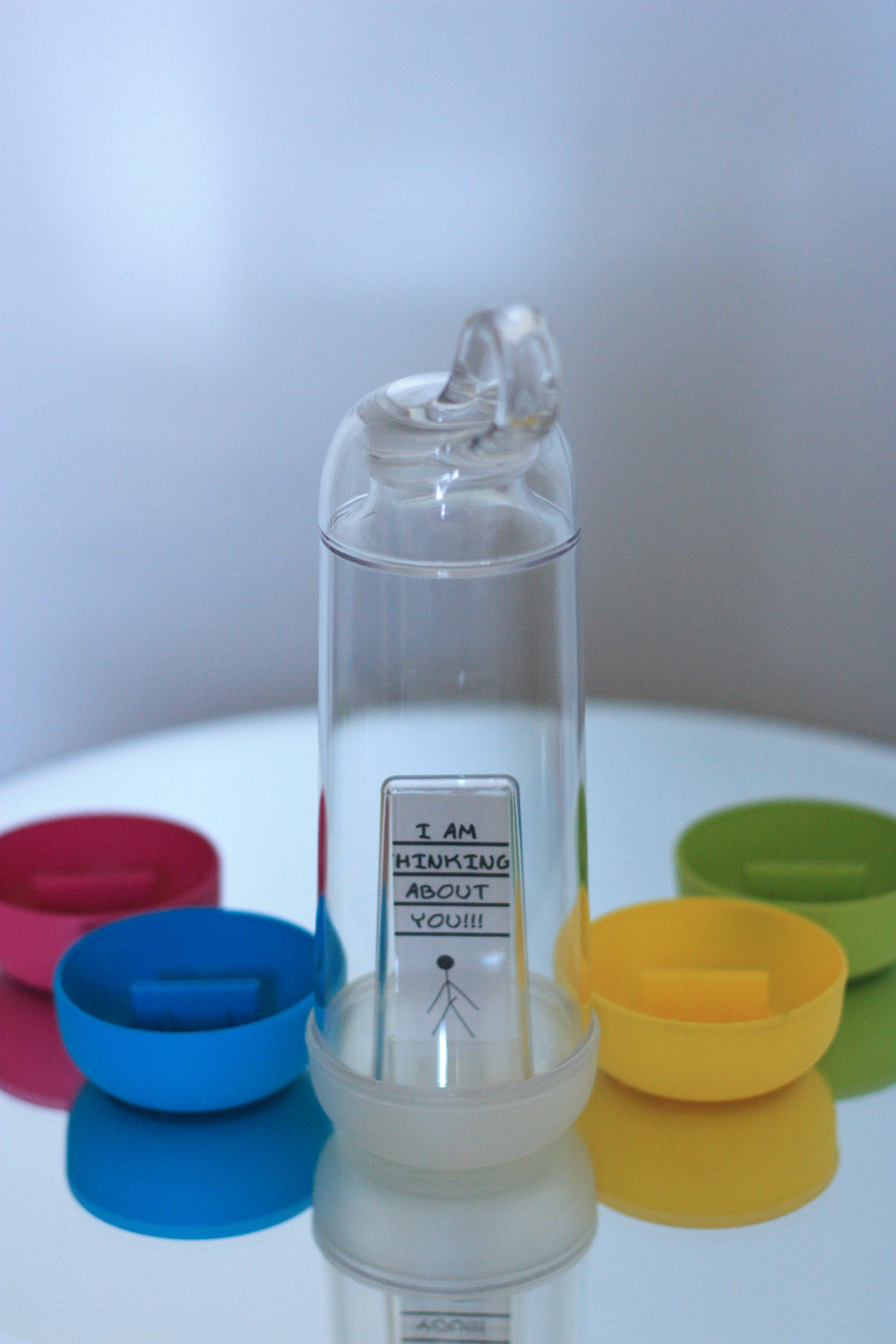
Gourde Gobi

Le Gobi est une gourde transparente sans bisphénol A, fabriqué en tritan et d'une contenance de 25 ou 40 cl. La gourde est personnalisable avec un socle interchangeable disponible en plusieurs couleurs, et une étiquette, la gobicarte, qui s'enfiche à l'intérieur du Gobi. Elle dispose d'une anse facilitant la prise en main et d'un large goulot. Le Gobi est réutilisable pendant deux ans et lavable au lave-vaisselle.
Un Gobi remplace environ 650 gobelets par an et par personne et une soixantaine de petites bouteilles en plastique.